# 今野宏
今野 宏（こんの ひろむ、1947年11月7日 - ）は、日本の政治家。元北海道芦別市長（1期）、元芦別市議会議員（2期）。

## 来歴
北海道芦別町（現・芦別市常磐町）出身。1966年（昭和41年）3月に北海道芦別高等学校を卒業し、同月、住友石炭鉱業株式会社赤平鉱業所に就職。1970年（昭和45年）10月、芦別市役所に入所。2003年（平成15年）4月、芦別市建設部長に就任。2004年（平成16年）4月、芦別市議会事務局長に就任。
2007年（平成19年）4月22日に行われた芦別市議会議員選挙に初当選。2011年（平成23年）の市議選は、定数14名のところ14位、530票で当選。次点の候補者は529票だったため1票の差で再選を決めた。
2015年（平成27年）4月26日に行われた芦別市長選挙で現職の清澤茂宏との一騎討ちを制し初当選した。選挙の結果は以下のとおり。
※当日有権者数：13,337人 最終投票率：77.23%（前回比：-1.0pts）
| 候補者名 | 年齢 | 所属党派 | 新旧別 | 得票数  | 得票率 | 推薦・支持 |
| -------- | ---- | -------- | ------ | ------- | ------ | ---------- |
| 今野宏   | 67   | 無所属   | 新     | 6,015票 | 59.40% |            |
| 清澤茂宏 | 52   | 無所属   | 現     | 4,112票 | 40.60% |            |

芦別温泉スターライトホテルなどを運営する芦別振興公社の経営悪化の責任を取るとして、2017年（平成29年）1月20日付で芦別市長を辞職した。